# Nick Swisher
Nicholas Thomas Swisher, detto Nick (Columbus, 25 novembre 1980), è un ex giocatore di baseball statunitense. Ha giocato nella Major League Baseball come esterno e prima base.

## Biografia
Swisher nacque a Columbus, capitale dell'Ohio. Figlio dell'ex giocatore della National League Steve Swisher, che giocò fra il 1970 e il 1980 nel ruolo di ricevitore, di origini tedesche e di Lillian Marie Malizia, il cui nonno emigrò nell'area di Buffalo da Oliveri, comune in provincia di Messina. All'età di 11 anni i suoi genitori divorziarono. Andò a vivere con i nonni a Parkersburg, nella Virginia Occidentale, luogo dove trascorse la sua adolescenza.

## Carriera
Nick iniziò a giocare a baseball presso l'Ohio State University con la squadra dei Buckeyes.
Fu scelto al primo round con la 16ª scelta assoluta dagli Athletics in uno scambio di scelte che riguardò anche Johnny Damon.
Swisher debuttò in MLB il 3 settembre 2004 con gli Oakland Athletics. In carriera, Swisher ha giocato con gli Oakland Athletics per tre anni dal 2004 al 2007, per un anno nel 2008 con i Chicago White Sox, e dal 2009 al 2012 con i New York Yankees.
I maggiori successi personali sono stati ottenuti proprio nelle file degli Yankees con la vittoria delle World Series nel 2009 e la convocazione all'All-Star Game nel 2010 quando chiuse la stagione regolare con 29 fuoricampo, 89 punti battuti a casa (RBI) e 91 punti segnati. il 9 novembre 2012, Swisher rifiutò un'offerta di un anno per 13,3 milioni di dollari da parte degli Yankees, diventando un Free agent.
A dicembre 2012 ha firmato un contratto quadriennale con i Cleveland Indians. Il 7 agosto 2015 gli indians scambiarono Swisher e Michael Bourn più una somma in denaro per il giocatore degli Atlanta Braves Chris Johnson. Il 28 marzo 2016, i Braves svincolarono Swisher, nonostante egli avesse un contratto da 15 milioni di dollari già concluso per la stagione 2016.
Il 14 aprile 2016, Swisher firmò un contratto di minor league con gli Yankees. Venne assegnato ai RailRiders Scranton / Wilkes-Barre della AAA. Gli Yankees scelsero di non promuovere Swisher in Major League, nonostante gli infortuni subiti nel corso della stagione da Mark Teixeira, Dustin Ackley e Chris Parmelee. Il 2 luglio Swisher rescisse il suo contratto per stare con la famiglia dopo la nascita della sua seconda figlia. Ha annunciato il ritiro il 17 febbraio 2017, attualmente è opinionista per la Fox.

## Vita Privata
È sposato dal 2010 con l'attrice Joanna García. La coppia ha due figlie, Emerson Jay Swisher, nata il 21 maggio 2013 e Sailor Stevie Swisher, nata il 28 giugno 2016.
Sempre nel 2010 comparve nell'episodio 14, della quinta stagione, della serie TV How I Met Your Mother nel ruolo di se stesso.

## Palmarès

### Club
- World Series: 1

New York Yankees: 2009

### Individuale
- MLB All-Star: 1

2010